# دنيس كاستيلو
دنيس كاستيلو (بالإسبانية: Dennis Castillo)‏ (30 أبريل 1993 في كوستاريكا - ) هو لاعب كرة قدم كوستاريكي في مركز الدفاع. لعب مع كولورادو رابيدز.

## وصلات خارجية
- دنيس كاستيلو على موقع الدوري الأمريكي (الإنجليزية)
- دنيس كاستيلو على موقع قاعدة بيانات كرة القدم.إي يو (الإنجليزية)
- دنيس كاستيلو على موقع Soccerbase.com (لاعب) (الإنجليزية)
- دنيس كاستيلو على موقع Soccerway.com (الإنجليزية)
- دنيس كاستيلو على موقع عالم كرة القدم.نت (الإنجليزية)